# Salicin
Salicin je alkoholni β-glukozid. On je antiinflamatorni agens koji se može izdvojiti iz kore vrbe.
Salicin ima blisko srodnu hemijsku strukturu sa aspirinom. Kad se konzumira, acetalni etarski most se razlaže. Dva dela molekula, glukoza i benzoil alkohol, zatim podležu zasebnom metabolizmu. Oksidacijom alkohola od aromatičnog dela se formira salicilna kiselina.
Salicin ima gorak ukus poput hinina.